# Selbst- und Kameradenhilfe

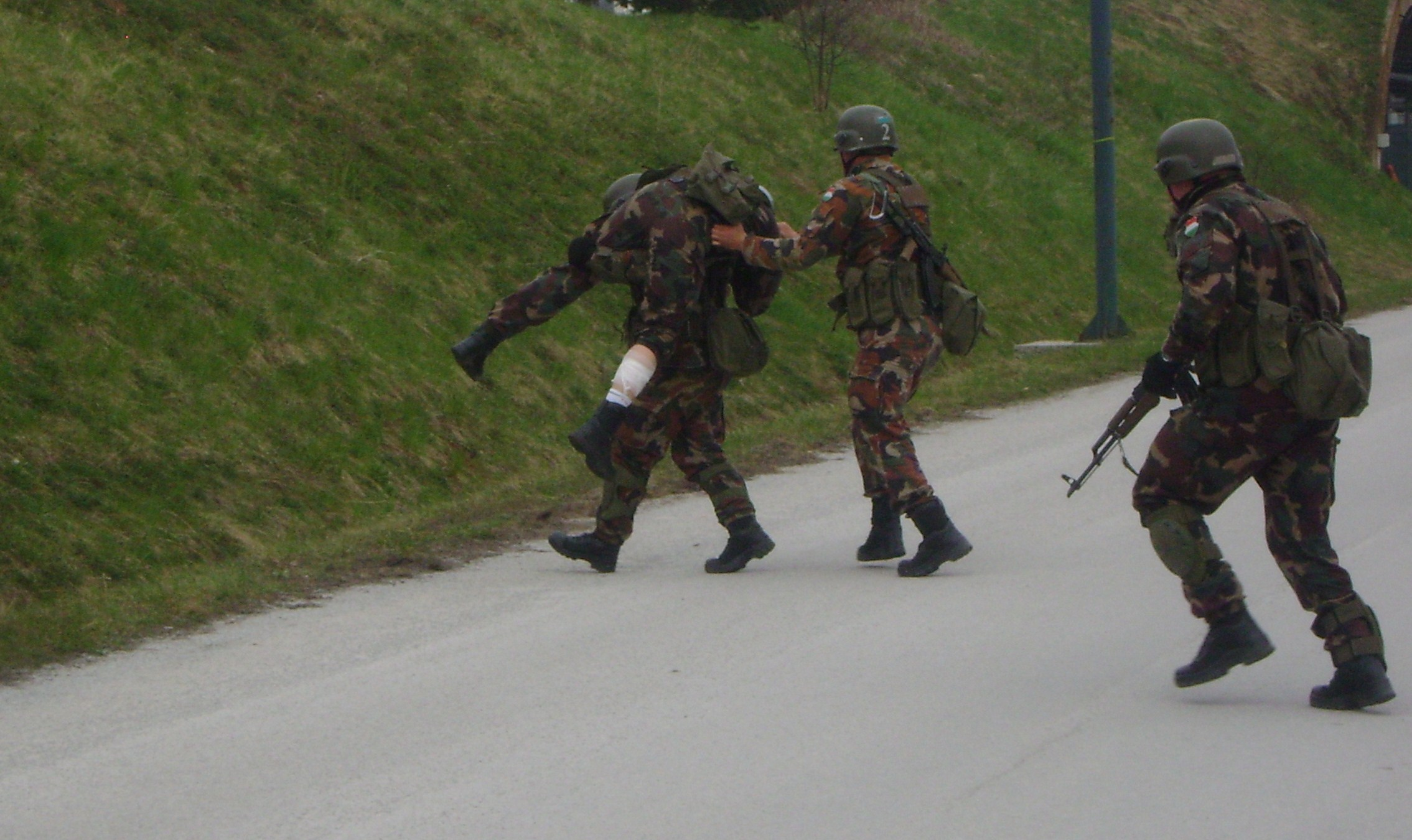
Ungarische Soldaten bei der Ausbildung in Kameradenhilfe

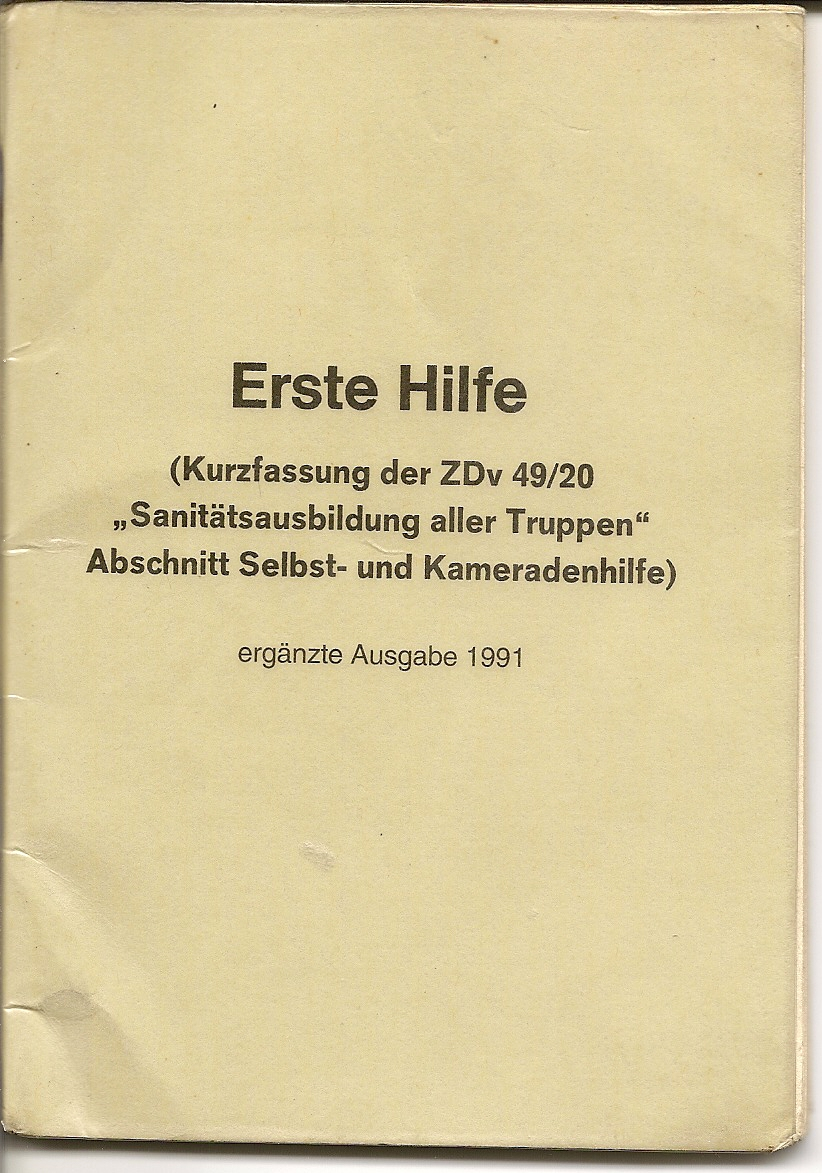
Erste Hilfe-Merkheft – Kurzfassung der ZDv 49/20 „Sanitätsausbildung aller Truppen“, Abschnitt Selbst- und Kameradenhilfe i.d.F.v. 1991 (Format A6, Kartoneinband)

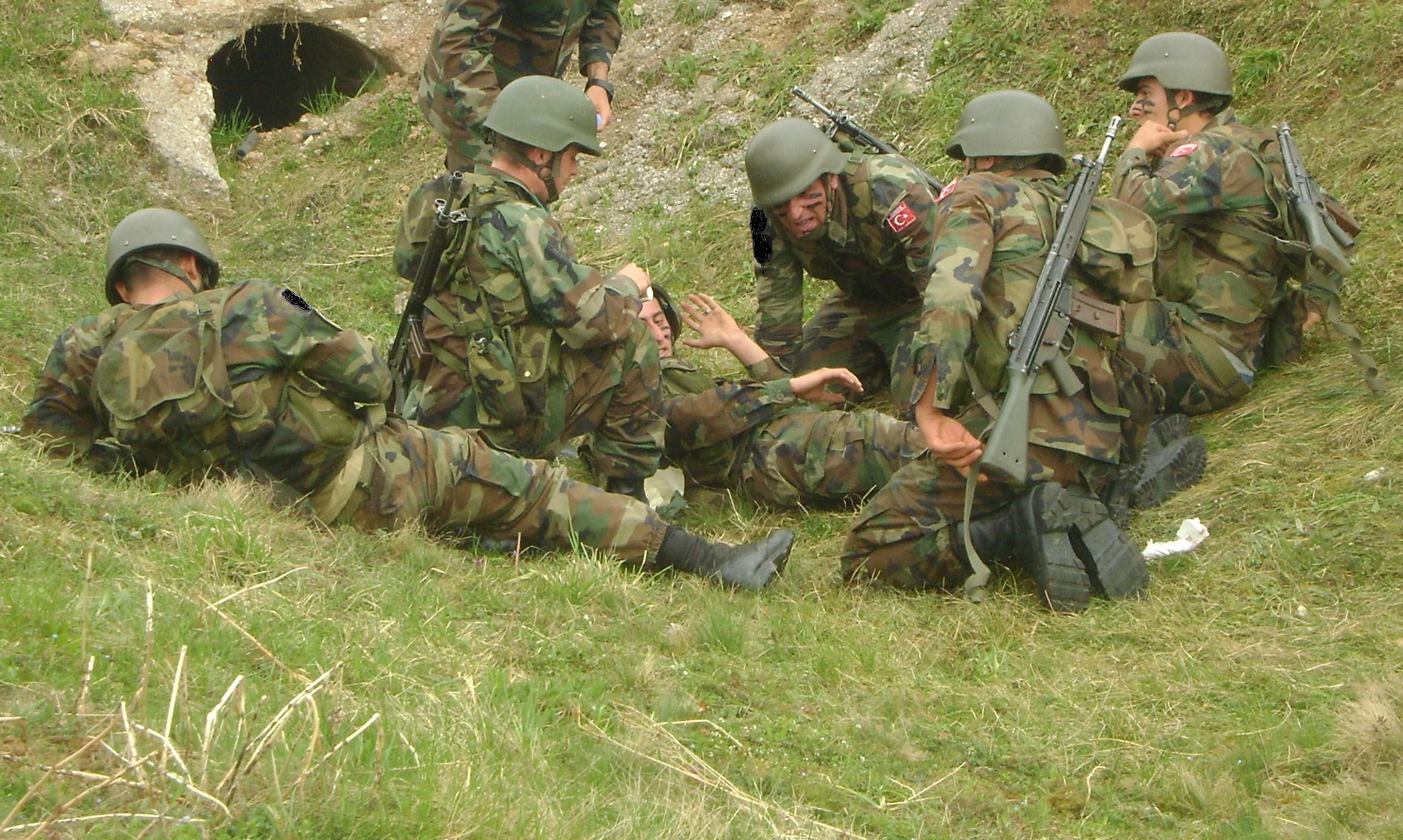
Türkische Soldaten während einer Übung in Kameradenhilfe

Selbst- und Kameradenhilfe bezeichnet in Deutschland, Österreich und der Schweiz die grundlegende Fähigkeit und Ausbildung zur Durchführung von Erste-Hilfe-Maßnahmen im Gefecht durch Soldaten, die nicht dem Sanitätspersonal angehören. Sie ist Bestandteil des Tactical Combat Casualty Care.

## Bundeswehr
Zur Optimierung der Rettungskette werden heute alle Soldaten der Bundeswehr zum Einsatzersthelfer A ausgebildet. Die Ausbildung umfasst Kenntnisse über Lebensrettende Sofortmaßnahmen und der Ersten Hilfe einschließlich Herz-Lungen-Wiederbelebung unter Berücksichtigung der Besonderheiten im Gefecht.
Zur Hilfebefähigung sind alle Soldaten mit der persönlichen Sanitätsausstattung ausgestattet – Verbandmittel – siehe auch Verbandkasten. Diese ist Bestandteil der Ausrüstungsschichten und besteht aus zwei Verbandpäckchen, zwei Dreiecktüchern zur Krawatte gefaltet, einem großen BrandwundenVerbandpäckchen als Brandwundentuch – zur Erstversorgung einer Verbrennung und auch zum Tamponieren einer tiefen Wunde – sowie eine Rettungsdecke, die zur Versorgung von Brandwunden und von Hypothermie nach Schussverletzung dient – sowie Einmalhandschuhe, zusätzlich Beatmungsfolie, Tourniquet-Abbindesystem, doppelte Amputatbeutel, Fixierpflaster und wasserfesten Filzstift (Lackstift) sowie einer Kopflampe mit Blau- und Weißlicht für die Versorgung bei Dunkelheit – sowie einem Leuchtstab blau zur Kennzeichnung eines Verwundeten bei Nacht. Ergänzung der persönlichen Ausrüstung kann eine Alu-Polsterschiene mit Klettverband sein, da eine Schussverletzung der Extremität häufig mit einem Schussbruch einhergehen. Eine Kleiderschere erleichtert das Auftrennen von Bekleidung, um an die Wunde zu kommen. Eine kleine Pinzette dient dem Entfernen von Holzsplittern und eine Zeckenzange dem Entfernen von in die Haut eingedrungene Milben wie Zecken.
Für die Absicherung der Atmung kommt ein Nasopharyngealtubus durch die Nase wie der Wendl-Tubus bei der Erstversorgung auf dem Gefechtsfeld zum Einsatz, der dem Freihalten der Atemwege dient, indem er die Verlegung des Rachenraums durch den zurückfallenden Zungengrund beim bewusstseinsgetrübten Patienten verhindert. Eine Intubation und Aspiration verhindert er jedoch nicht – bewusstseinseingetrübten Verletzten in stabiler Seitenlage lagern.
Eine durch den Soldaten mitgeführte persönliche Verwundetenkarte auch Verletztenanhängekarte mit einem Körperschema Vorder- und Rückseite sowie vorgedruckten Angaben zur Person wie Personenkennziffer, Blutgruppe und Unverträglichkeiten dient der schnellen Dokumentation einer Verwundung auf dem Gefechtsfeld und erleichtert nach vollständiger Untersuchung des Körpers durch Abtasten die weitere Behandlung durch den Sanitätsdienst.
Grundsatz der Selbst- und Kameradenhilfe ist immer erst die Ausrüstung des Verwundeten zu benutzen, da der helfende Soldat zu einem späteren Zeitpunkt selbst auf seine persönliche Sanitätsausstattung angewiesen sein kann. Die Trageweise ist daher einheitlich in der linken Beintasche für alle Soldaten befohlen. Ersatzweise kann die Ausstattung in einer mit einem grünen Kreuz gekennzeichneten Tasche des Tragegestells links getragen werden.
Sinnvoll kann die Aufteilung der Sanitätstasche Gruppe auf alle Soldaten einer Gruppe sein, damit diese nicht mit einem Soldaten ausfällt oder auf dem Gefechtstransportfahrzeug zurückbleibt. Die Selbst- und Kameradenhilfe ist immer unter Eigensicherung durchzuführen, insbesondere unter den Bedingungen eines Gefechts. Wesentlich ist dabei auch die Sicherung vor Munition und Kampfmitteln am Verwundeten – dies können entsicherte Handgranaten und Sprengmitteln sein, eine Sprengstoffweste bei irregulären Feindkräften.
Eine ergänzende, weiterführende Ausbildung erfolgt zum Einsatzersthelfer B, u. a. auch zum Legen einer Infusion zur Aufrechterhaltung des Blutkreislaufs und zu einer chirurgischen Erstversorgung eines Spannungspneumothorax. Dieser führt in Zweitfunktion die Sanitätsausrüstung Gruppe und weitere ergänzende Ausrüstung mit sich, u. a. ein Bergetuch sowie kolloidale Infusionslösung. Diese weitere Versorgung erfolgt nach Möglichkeit im Verwundetennest, von dem aus der Sanitätsdienst den Verwundeten übernimmt. Soweit möglich erfolgt dies insbesondere in den Einsätzen durch einen MedEvac.
In den Spezialkräften der Bundeswehr erfolgen diese Ausbildungen mit erweiterten Inhalten zum Combat First Responder, früher im Combat Medical Course an der vormaligen Internationalen Fernspähschule.
Die Ausbildung bei der Bundeswehr orientiert sich grundsätzlich an den medizinischen Richtlinien der Hilfsorganisationen. Wichtigster Grundsatz und Unterschied zur zivilen Ersten Hilfe ist der Selbstschutz unter Abschätzen der Notwendigkeit der Hilfe.

## Schweizer Armee
Die Grundsätze der Selbst- und Kameradenhilfe in der Schweizer Armee sind im Reglement 59.005 d „Selbst- und Kameradenhilfe“ festgelegt.